# Absoluter Nullpunkt
Der absolute Nullpunkt ist die kleinste mögliche Temperatur, −273,15 Grad Celsius, und definiert den Ursprung der absoluten Temperaturskala (0 Kelvin). Am absoluten Nullpunkt nimmt die Energie eines physikalischen Systems den kleinsten möglichen Wert an. Insbesondere ist in Systemen der klassischen Physik die kinetische Energie der Teilchen gleich Null. Die Bewegungen, Schwingungen und Verformungen der Moleküle eines Stoffs sind in dem Fall komplett eingefroren. In Systemen der quantenmechanischen Physik verbleibt im Allgemeinen ein Anteil kinetischer Energie aus der Nullpunktsenergie. Nach dem  dritten Hauptsatz der Thermodynamik können reale Systeme den absoluten Nullpunkt nicht erreichen. Allerdings können Temperaturen beliebig nahe dem absoluten Nullpunkt realisiert werden. Mit Laserkühlung konnten Proben schon bis auf wenige Milliardstel Kelvin abgekühlt werden.

## Geschichte
Guillaume Amontons fand 1699 heraus, dass sich das Volumen einer Gasmenge linear mit ihrer Temperatur verändert. Da das Volumen eines Gases aber nicht negativ werden sollte, folgerte er, dass es einen absoluten Nullpunkt geben müsse, bei dem das Volumen der Gasmenge gleich null wäre. Durch Extrapolation seiner Messwerte schätzte er die Lage dieses Nullpunkts ab und kam auf einen Wert von −248 °C.
William Thomson, 1. Baron Kelvin, entdeckte 1848, dass nicht die Volumenverkleinerung für diese Frage entscheidend ist, sondern der Energieverlust. Hierbei ist es unerheblich, ob es sich um Gase oder feste Stoffe handelt. Thomson schlug daraufhin vor, eine neue, absolute Temperaturskala zu definieren, zu der die Volumenänderung proportional ist. Diese neue Temperaturskala hat keine negativen Werte mehr, beginnt bei null (dies entspricht −273,15 °C, siehe dazu Eigenschaften der Kelvinskala) und steigt so an, dass ein Temperaturunterschied von einem Kelvin jeweils einem Temperaturunterschied von einem Grad Celsius entspricht. Die Einheit für diese Temperaturskala wurde zunächst Grad A (A für absolut) genannt, später zunächst Grad Kelvin (°K) und dann Kelvin (K).

„Wenn man jetzt das Magnetfeld plötzlich entfernt, so tritt der thermomagnetische Abkühlungseffekt ein. Auf diese Weise wurde mit Kaliumchromalaun eine Temperatur von 0,05 K erzielt. Im Jahre 1935 ist man sogar bereits zu 0,005 K vorgedrungen. […] Um den erreichten Fortschritt richtig zu beurteilen, müßte man eigentlich die logarithmische Temperaturskala, wie sie von Lord Kelvin vorgeschlagen worden ist, anwenden. Danach würde eine Senkung von 100 K auf 10 K dieselbe Bedeutung zukommen, wie […] von 1 K auf 0,1 K.“

Im Bremer Fallturm wurde im Jahr 2021 ein Bose-Einstein-Kondensat auf eine Rekordtemperatur von 38 Pikokelvin (38e-12 K) abgekühlt.

## Eigenschaften
Physikalische Systeme mit Temperaturen nahe am absoluten Nullpunkt weisen einige besondere Verhaltensweisen wie Suprafluidität und Bose-Einstein-Kondensation auf. Diese Temperaturgebiete der Tieftemperaturphysik können nur noch mit besonderen Methoden erreicht werden.
Bei Normaldruck sind am Nullpunkt alle Elemente fest, abgesehen von Helium, das sich dort in einer flüssigen bzw. suprafluiden Phase befindet.
Thermodynamische Aussagen über den Nullpunkt im Zusammenhang mit der Entropie macht das Theorem von Nernst.
Perfekte Kristalle erreichen beim Nullpunkt für die Entropie {\displaystyle S} einen konstanten Wert {\displaystyle S=k_{\rm {B}}\ln 1=0}, da die Entropie gemäß der statistischen Definition als der mit der Boltzmannkonstanten {\displaystyle k_{\rm {B}}} multiplizierte Logarithmus der Anzahl der möglichen Mikrozustände definiert ist und es nur eine mögliche Realisierung des beobachteten Makrozustands gibt. Bei (amorphen) Gläsern gibt es mehrere gleichenergetische Realisierungen eines Zustands mit {\displaystyle T=0\,{\rm {K}}}, so dass die Entropie von null verschieden ist.

## Werte unterhalb des absoluten Nullpunkts
In Systemen mit diskreten Energieniveaus nimmt die Besetzungswahrscheinlichkeit gemäß {\textstyle \mathrm {e} ^{-E/k_{\mathrm {B} }T}} (Boltzmann-Faktor) mit steigender Energie der Niveaus ab. Am absoluten Nullpunkt sind nur die niedrigstmöglichen Niveaus besetzt. Es ist aber experimentell gelungen, Zustände zu erzeugen, bei denen die höheren Energieniveaus stärker besetzt sind als die niedrigeren (Besetzungsinversion). Solchen Zuständen, die nicht im thermodynamischen Gleichgewicht sind, kann man formal eine negative Temperatur zuschreiben.